# Флаги Ханты-Мансийского автономного округа — Югры
Список флагов муниципальных образований Ханты-Мансийского автономного округа — Югры Российской Федерации.
На 1 января 2020 года в Ханты-Мансийском автономном округе насчитывалось 105 муниципальных образований — 13 городских округов, 9 муниципальных районов, 26 городских и 57 сельских поселений.

## Флаги городских округов
| Флаг       | Наименование                                         | Дата утверждения                | Номер в ГГР |
| ---------- | ---------------------------------------------------- | ------------------------------- | ----------- |
|            | Флаг муниципального образования город Ханты-Мансийск | 27 декабря 2002 16 декабря 2005 | 988         |
|            | Флаг муниципального образования город Когалым        | 29 сентября 1998                | 279         |
|            | Флаг муниципального образования город Лангепас       | 3 ноября 1997                   | 211         |
|            | Флаг муниципального образования город Мегион         | 19 июля 2001                    | 818         |
|            | Флаг муниципального образования город Нефтеюганск    | 1 октября 2009                  | 5566        |
|            | Флаг муниципального образования город Нижневартовск  | 25 сентября 2003                | 1588        |
| нет данных | Флаг муниципального образования города Нягани        |                                 |             |

| Флаг | Наименование                                                 | Дата утверждения | Номер в ГГР |
| ---- | ------------------------------------------------------------ | ---------------- | ----------- |
|      | Флаг муниципального образования город Покачи                 | 3 сентября 2013  | 9220        |
|      | Флаг муниципального образования город Пыть-Ях                | 2 октября 2002   | 980         |
|      | Флаг муниципального образования город Радужный               | 26 июня 2000     | 610         |
|      | Флаг муниципального образования городской округ город Сургут | 25 апреля 2005   | 1896        |
|      | Флаг муниципального образования город Урай                   | 25 февраля 1998  | 271         |
|      | Флаг муниципального образования город Югорск                 | 28 мая 2004      | 1592        |

## Флаги муниципальных районов
| Флаг       | Наименование                                          | Дата утверждения | Номер в ГГР |
| ---------- | ----------------------------------------------------- | ---------------- | ----------- |
| нет данных | Флаг муниципального образования Белоярский район      |                  |             |
|            | Флаг муниципального образования Берёзовский район     | 13 мая 2014      | 9434        |
|            | Флаг муниципального образования Кондинский район      | 12 октября 2006  | 2492        |
|            | Флаг муниципального образования Нефтеюганский район   | 29 апреля 2004   | 1436        |
|            | Флаг муниципального образования Нижневартовский район | 22 мая 2007      | 3355        |

| Флаг | Наименование                                           | Дата утверждения | Номер в ГГР |
| ---- | ------------------------------------------------------ | ---------------- | ----------- |
|      | Флаг муниципального образования Октябрьский район      | 28 августа 2002  | 1063        |
|      | Флаг муниципального образования Советский район        | 29 сентября 2002 | 322         |
|      | Флаг муниципального образования Сургутский район       | 20 июня 2008     | 4308        |
|      | Флаг муниципального образования Ханты-Мансийский район |                  |             |

## Флаги городских поселений
| Флаг | Наименование                                                 | Дата утверждения | Номер в ГГР |
| ---- | ------------------------------------------------------------ | ---------------- | ----------- |
|      | Флаг городского поселения Агириш Советского района           | 22 апреля 2008   | 4301        |
|      | Флаг городского поселения Андра Октябрьского района          | 26 августа 2014  | 9754        |
|      | Флаг городского поселения Барсово Сургутского района         | 14 мая 2010      | 6243        |
|      | Флаг городского поселения Берёзово Берёзовского района       | 24 октября 2014  | 9998        |
|      | Флаг городского поселения Излучинск Нижневартовского района  | 2 июля 2007      | 3709        |
|      | Флаг городского поселения Коммунистический Советского района | 12 февраля 2016  | 10784       |
|      | Флаг городского поселения Луговой Кондинского района         | 8 апреля 2016    | 10952       |
|      | Флаг городского поселения Лянтор Сургутского района          | 26 октября 2006  | 2711        |
|      | Флаг городского поселения Мортка Кондинского района          | 13 августа 2008  |             |

| Флаг | Наименование                                                 | Дата утверждения | Номер в ГГР |
| ---- | ------------------------------------------------------------ | ---------------- | ----------- |
|      | Флаг городского поселения Новоаганск Нижневартовского района | 4 февраля 2011   | 6766        |
|      | Флаг городского поселения Октябрьское Октябрьского района    | 26 ноября 2014   | 9982        |
|      | Флаг городского поселения Пионерский Советского района       | 29 января 2016   | 10806       |
|      | Флаг городского поселения Приобье Октябрьского района        | 4 мая 2010       | 6320        |
|      | Флаг городского поселения Советский Советского района        | 26 сентября 2006 | 2709        |
|      | Флаг городского поселения Таёжный Советского района          | 30 марта 2009    | 4786        |
|      | Флаг городского поселения Талинка Октябрьского района        | 14 февраля 2017  | 11577       |
|      | Флаг городского поселения Фёдоровский Сургутского района     | 14 июля 2008     | 4194        |

## Флаги сельских поселений
| Флаг | Наименование                                                | Дата утверждения | Номер в ГГР |
| ---- | ----------------------------------------------------------- | ---------------- | ----------- |
|      | Флаг сельского поселения Алябьевский Советского района      | 28 апреля 2010   | 6318        |
|      | Флаг сельского поселения Болчары Кондинского района         | 26 декабря 2014  | 10182       |
|      | Флаг сельского поселения Выкатной Ханты-Мансийского района  | 17 августа 2015  | 10579       |
|      | Флаг сельского поселения Каменное Октябрьского района       | 5 мая 2017       | 11380       |
|      | Флаг сельского поселения Карымкары Октябрьского района      | 10 мая 2017      | 11382       |
|      | Флаг сельского поселения Локосово Сургутского района        | 19 декабря 2014  | 9984        |
|      | Флаг сельского поселения Луговской Ханты-Мансийского района | 17 апреля 2014   | 9506        |
|      | Флаг сельского поселения Лямина Сургутского района          | 21 июля 2020     | 13239       |
|      | Флаг сельского поселения Малый Атлым Октябрьского района    | 25 августа 2016  | 11126       |
|      | Флаг сельского поселения Нижнесортымский Сургутского района | 8 ноября 2010    | 6540        |
|      | Флаг сельского поселения Перегрёбное Октябрьского района    | 26 апреля 2018   | 11878       |

| Флаг | Наименование                                             | Дата утверждения | Номер в ГГР |
| ---- | -------------------------------------------------------- | ---------------- | ----------- |
|      | Флаг сельского поселения Полноват Белоярского района     | 22 ноября 2012   | 8033        |
|      | Флаг сельского поселения Половинка Кондинского района    | 24 декабря 2007  |             |
|      | Флаг сельского поселения Приполярный Берёзовского района | 25 мая 2017      | 11502       |
|      | Флаг сельского поселения Русскинская Сургутского района  |                  |             |
|      | Флаг сельского поселения Саранпауль Берёзовского района  | 24 сентября 2010 | 6547        |
|      | Флаг сельского поселения Сергино Октябрьского района     | 26 декабря 2011  | 7576        |
|      | Флаг сельского поселения Солнечный Сургутского района    | 21 декабря 2009  | 5855        |
|      | Флаг сельского поселения Тундрино Сургутского района     | 23 декабря 2019  | 12702       |
|      | Флаг сельского поселения Ульт-Ягун Сургутского района    | 12 января 2010   | 5853        |
|      | Флаг сельского поселения Унъюган Октябрьского района     | 11 сентября 2015 | 10570       |
|      | Флаг сельского поселения Шапша Ханты-Мансийского района  | 29 марта 2013    | 8352        |
|      | Флаг сельского поселения Шеркалы Октябрьского района     | 15 февраля 2018  | 11776       |

## Упразднённые флаги
| Флаг | Наименование                                                            | Дата утверждения | Дата отмены     |
| ---- | ----------------------------------------------------------------------- | ---------------- | --------------- |
|      | Флаг муниципального образования город окружного значения Ханты-Мансийск | 6 сентября 2000  | 27 декабря 2002 |
|      | Флаг города Покачи                                                      | 26 февраля 1999  | 19 апреля 2000  |
|      | Флаг города Покачи                                                      | 19 апреля 2000   | 30 апреля 2013  |
|      | Флаг муниципального образования город Пыть-Ях                           | 16 марта 2001    | 2 октября 2002  |
|      | Флаг Нижневартовского района                                            | 12 сентября 1999 |                 |
|      | Флаг муниципального образования Сургутский район                        | 24 марта 2008    | 20 июня 2008    |

| Флаг | Наименование                                                 | Дата утверждения | Дата отмены     |
| ---- | ------------------------------------------------------------ | ---------------- | --------------- |
|      | Флаг городского поселения Агириш Советского района           | 25 октября 2007  | 22 апреля 2008  |
|      | Флаг городского поселения Берёзово Берёзовского района       | 2 декабря 2009   | нет данных      |
|      | Флаг городского поселения Новоаганск Нижневартовского района | 18 декабря 2008  | 4 февраля 2011  |
|      | Флаг городского поселения Луговой Кондинского района         | 30 мая 2008      | 8 апреля 2016   |
|      | Флаг городского поселения Талинка Октябрьского района        | 11 декабря 2012  | 14 февраля 2017 |
|      | Флаг городского поселения Фёдоровский Сургутского района     | 17 июня 2008     | 14 июля 2008    |
|      | Флаг сельского поселения Болчары Кондинского района          | 21 мая 2008      | 26 декабря 2014 |